# Henry Sibley
Henry Hopkins Sibley (ur. 25 maja 1816, zm. 23 sierpnia 1886) – generał brygady w armii konfederatów podczas wojny secesyjnej, walcząc na Terytorium Nowego Meksyku.

## Pochodzenie i młodość
Rodzina Sibleya pochodziła z okolic Dorset w Anglii. Do Ameryki przybyli w roku 1629 i osiedlili się w Massachusetts. Dziadek Henry’ego, dr John Sibley służył jako lekarz wojskowy w czasie wojny o niepodległość Stanów Zjednoczonych. Po śmierci jego pierwszej żony, Elizabeth Hopkins, po której syn i wnuk odziedziczyli drugie imię, przeprowadził się do Luizjany. Dr John Sibley osiadł nad brzegami rzeki Red River w Natchitoches. W roku 1803 poprowadził, na zlecenie rządu federalnego, ekspedycję odkrywczą do zachodniej Luizjany. W 1811 przeniósł się do Natchitoches także jego syn Samuel Hopkins Sibley, który pracował jako urzędnik aż do śmierci w roku 1823.
Gdy Henry Hopkins Sibley ukończył siódmy rok życia został wysłany do domu wujostwa George’a Champlina Sibleya i Mary Easton, którzy założyli szkołę Lindenwood College w St. Charles w Missouri. W wieku 17 lat Henry wstąpił do Akademii Wojskowej Stanów Zjednoczonych w West Point, którą ukończył w roku 1838 w stopniu podporucznika i podjął służbę w 2. pułku dragonów.
Walczył z Seminolami na Florydzie w latach 1840–1841, uczestniczył w okupacji Teksasu w latach 1845–1846 i brał udział w wojnie amerykańsko-meksykańskiej 1847–1848. Sibley służył na pograniczu w Teksasie w latach 1850–1855, a następnie brał udział w pacyfikacji Kansas po zamieszkach spowodowanych przez tzw. Kansas-Nebraska Act z roku 1854. Wziął udział w wojnie w Utah w latach 1857–1860, a potem przez rok służył w Nowym Meksyku, aż do rezygnacji w dniu awansu na stopień majora 13 maja 1861 roku.
Znany jest jako wynalazca "namiotu Sibleya", opartego na konstrukcji indiańskiego tipi i powszechnie używanego w okresie wojny secesyjnej i jeszcze przez jakiś czas po niej. Wynalazł również "piec Sibleya," który był w użyciu prawie do II wojny światowej.

## Wojna secesyjna
Podczas wojny secesyjnej opowiedział się po stronie Konfederacji. Przeprowadził kampanię w Nowym Meksyku, która miała doprowadzić do przejęcia kontroli nad Santa Fe Trail w kierunku Kolorado, a stamtąd otworzyć drogę do portów kalifornijskich. Jego przeciwnikiem w tych zmaganiach był pułkownik Edward Canby, dawny towarzysz broni. Sibley został zmuszony do odwrotu po przegranej bitwie o Glorieta Pass (zwanej także "Gettysburgiem Zachodu"), gdzie utracił swe tabory. Jednocześnie od zachodu nadciągnęły inne siły Unii, określane mianem kolumny kalifornijskiej. Wycofanie się Sibleya do San Antonio udaremniło w roku 1862 aspiracje Konfederatów, by dotrzeć do Pacyfiku i sięgnąć po mineralne bogactwa Kalifornii.
Po niepowodzeniu wyprawy do Nowego Meksyku Sibleyowi nie powierzano więcej znaczniejszego dowództwa, a ponadto zaczął wpadać w alkoholizm. W roku 1863 został postawiony przed sądem wojskowym w Luizjanie. Jakkolwiek nie udowodniono mu tchórzostwa, otrzymał formalną naganę. Po wojnie służył przez jakiś czas jako doradca wojskowy kedywa Egiptu, ale po powrocie do Stanów Zjednoczonych zmarł w Fredericksburgu w Wirginii w nędzy. Został pochowany na cmentarzu miejskim we Fredericksburgu.
Generał Unii i gubernator stanu Minnesota, Henry Hastings Sibley, był jego dalekim krewnym.

## Sibley w sztuce
Sibley jest kilkakrotnie wspominany w filmie Sergia Leone Dobry, zły i brzydki. Pokazuje się też na krótko w scenie, w której "Tuco" zamierza zaskoczyć "Blondiego" w hotelu, korzystając z zamętu odwrotu konfederackiej armii.